# Chemillé-en-Anjou
Chemillé-en-Anjou è un comune francese del dipartimento del Maine e Loira nella regione dei Paesi della Loira.
È stato creato il 15 dicembre 2015 dalla fusione dei preesistenti comuni di Chemillé-Melay, Chanzeaux, La Chapelle-Rousselin, Cossé-d'Anjou, La Jumellière, Neuvy-en-Mauges, Sainte-Christine, Saint-Georges-des-Gardes, Saint-Lézin, La Salle-de-Vihiers, La Tourlandry e Valanjou.
Il capoluogo è la località di Chemillé-Melay.